# 2Dark
Pour les articles homonymes, voir Dark.
 (avril 2017).
Si vous disposez d'ouvrages ou d'articles de référence ou si vous connaissez des sites web de qualité traitant du thème abordé ici, merci de compléter l'article en donnant les références utiles à sa vérifiabilité et en les liant à la section « Notes et références ».
2Dark est un jeu vidéo d'aventure, d'infiltration et d'horreur développé par Gloomywood et édité par Bigben Interactive. Il est sorti le 10 mars 2017 sur les plates-formes de téléchargement Steam (Microsoft Windows Mac OS), PlayStation Network (PlayStation 4) et Xbox Live Arcade (Xbox One) et en version physique le 17 mars 2017.
Il est conçu par Frédérick Raynal, auteur notamment du jeu vidéo Alone in the Dark (1992), l'un des pionniers du jeu vidéo d'horreur.

## Synopsis
13 juin 1969 : lors d'une nuit passée à camper dans les bois, Smith, sa femme Helen et leurs deux enfants Sandra et Martin sont attaqués par un assaillant inconnu. Helen est tuée et Sandra et Martin sont emportés par une camionnette sous les yeux horrifiés de Smith.
Sept ans plus tard, Smith est destitué de ses fonctions d'inspecteur. Convaincu que ses enfants sont toujours en vie, il chasse obstinément les criminels de la ville de Gloomywood (littéralement « Boislugubre ») en quête d'indices, avec ou sans l'accord des autorités. Ses pistes le dirigeront finalement vers un parc d'attraction situé dans le quartier de « Gloomyditch » (littéralement « Fossélugubre »).

## Système de jeu
Le joueur incarne Smith et navigue dans des environnements en vue du dessus à la recherche d'enfants qu'il devra sauver en les guidant vers un endroit précis du niveau dans lequel il se trouve. Smith peut commander les enfants en leur demandant de ne plus bouger ou de le suivre. Les enfants sont susceptibles d'avoir peur et risquent de ne plus obéir aux ordres de Smith à moins d'être rassurés.
Le jeu se joue comme un jeu d'infiltration, les niveaux contenant souvent beaucoup d'ennemis et les options de combat de Smith étant peu nombreuses : son revolver a des munitions limitées et les armes blanches disséminées à travers les niveaux sont inefficaces à moins de prendre l'adversaire par surprise.
Certains niveaux sont également parsemés de puzzles qui seront résolus en combinant certains objets que Smith pourra trouver en explorant chaque niveau.

## Musique
La musique composée par Samuel Safa a été récompensée en 2018 aux Jerry Goldsmith Awards par le premier prix dans la catégorie "Meilleure musique pour un jeu vidéo", et a été nommée en 2017 au Ping Award dans la catégorie "Ping meilleure bande son".